# Euanta (mjesec)
Euanta (također Jupiter XXXIII) je prirodni satelit planeta Jupiter, iz grupe Ananke. Retrogradni nepravilni satelit s oko 3 kilometra u promjeru i orbitalnim periodom od 598.093 dana.